# Grupo Desportivo Direito
El Grupo Desportivo Direito es un equipo portugués de rugby union de la ciudad de Lisboa. Es uno de los equipos con más éxitos de Portugal, habiéndose coronado 10 veces como campeón de la liga nacional y habiendo sido también campeón de la 2 división una vez, en la temporada 1996/97. Ha ganado también la Copa de Portugal, esta vez en 9 ocasiones.

## Historia
El Grupo Desportivo Direito fue fundado por un grupo de estudiantes y amigos de la Facultad de Direito, de la Universidad de Lisboa a comienzos de los años 50. El club como tal fue fundado el 14 de octubre de 1952, tal como se recoge oficialmente en el Diário da República.

## Palmarés
- Campeonato Portugués de Rugby:

Ganador (11): 1998/99, 1999/00, 2001/02, 2004/05, 2005/06, 2008/09, 2009/10, 2010/11, 2012/13, 2014/15 y 2015/16.
Subcampeón (4): 2000/01, 2003/04, 2006/07 y 2013/14.
- Copa de Portugal:

Ganador (9): 1975/76, 1980/81, 1981/82, 2001/02, 2003/04, 2004/05, 2007/08, 2013/14 y 2015/16.
- Copa Ibérica:

Ganador (4): 2000, 2003, 2013 y 2015.
- Supercopa de Portugal:

Ganador (11): 1999, 2000, 2002, 2004, 2006, 2008, 2009, 2010, 2013, 2014, 2015.